# Adekan
Adekan (艶漢 lit. Pulcro?) es una serie de manga escrita e ilustrada por Nao Tsukiji. Es serializada en la revista Wings de la editorial Shinshokan desde el 14 de julio de 2007. Actualmente cuenta con un total de trece volúmenes publicados. Adekan ha sido licenciado para su publicación en Estados Unidos por JManga, en Alemania por Egmont Manga, y en China por Tong Li Publishing.
La serie se centra en la relación que surge entre Shiro Yoshiwara, un excéntrico fabricante de paraguas, y Kōjirō Yamada, un joven oficial de policía. Ambos forman un lazo poco probable y terminan ayudándose mutuamente para resolver misterios y detener el crimen que azota su ciudad. Sin embargo, el oscuro pasado de Shiro no solo amenaza con destruir su estilo de vida actual, sino también su relación con Kōjirō. Tres CD dramas fueron lanzados entre 2011 y 2013.

## Argumento
Shiro Yoshiwara es un joven de dieciséis años que es propietario de una tienda de paraguas en el barrio pobre de Gento. Dichos paraguas son minuciosamente fabricados por él mismo; sin embargo, sus creaciones son piezas de arte en lugar de tener algún uso práctico, debido a lo cual suele estar empobrecido y pasar hambre. Un día, el joven oficial de policía Kōjirō Yamada visita su tienda en busca de información sobre avistamientos de una mujer fantasma. Kōjirō se sorprende al encontrar a Shiro apenas vestido y en los brazos de una mujer a la mitad del día, quien en realidad es su vecina e insiste en que sólo estaba tratando de "ayudarle" a vestirse, debido a que Shiro odia usar ropa. Después de interrogarlo, Kōjirō se marcha para continuar con la investigación, sin sospechar que Shiro también se encuentra investigando el mismo caso y termina siendo secuestrado por una pandilla local. Posteriormente Kōjirō intenta rescatar a Shiro, sin embargo, este último se las arregla para vencer a la pandilla y él es quien termina rescatando a Kōjirō, en el proceso revelando que es un hábil usuario de anki (el arte de ocultar pequeños cuchillos en la ropa y cuerpo). Shiro se sorprende al descubrir que Kōjirō no tiene intención de interrogarlo o arrestarlo por ello y con el misterio ahora resuelto, ambos siguen caminos separados.
Kōjirō decide regresar a la tienda de Shiro para enseñarle a cocinar y vestirse adecuadamente, puesto que no puede hacer la vista gorda ante los problemas del joven de manejarse por su cuenta. A medida que avanza la historia, Shiro continúa ayudando a Kōjirō y a los demás policías a resolver casos y crímenes en la ciudad. Poco a poco, Shiro se abre ante Kōjirō y comienza a verle como la persona más importante en su vida.
Personas del pasado de Shiro comienzan a aparecer en la ciudad y son objetos de casos policiales. Se revela que Shiro proviene de una tribu de súper humanos conocida simplemente como "El Grupo", cuya existencia es desconocida para el público en general. También se revela es el "elixir de la vida" de El Grupo y su ausencia ha provocado que las personas mueran más jóvenes de lo normal. Shiro intentará continuar protegiendo a sus seres queridos y estilo de vida, pero después de varios sucesos decide abandonar la ciudad, creyendo que de esa manera sus amigos estarían a salvo y para así poder resolver los asuntos pendientes de su pasado.

## Personajes
Shiro Yoshiwara (吉原 詩郎 Yoshiwara Shiro?)
Voz por: Jun Fukuyama (CD drama)
Un misterioso joven de dieciséis años que se gana la vida como frabicante de paraguas artesanales. 
Kōjirō Yamada (山田 光路郎 Yamada Kōjirō?)
Voz por: Tomoaki Maeno (CD drama)
Un oficial de policía de Gento.
Anri Yoshiwara (吉原 安里 Yoshiwara Anri?)
Voz por: Takahiro Sakurai (CD drama)
Es el hermano de sangre de Shiro. 
Saburōta Aragami (荒上 三郎太 Aragami Saburōta?)
Voz por: Takuya Satō (CD drama)
Es un amigo de la infancia de Kōjirō y también su compañero en la estación de policía. Está enamorado de la hermana menor de Kōjirō, Aguri.
Mizuhiko Saotome (早乙女 水彦 Saotome Mizuhiko?)
Voz por: Nobuo Tobita (CD drama)
Es el superior de Kōjirō en la estación de policía. Trabaja como analizador psicológico de delincuentes. A menudo resuelve casos a un ritmo rápido mediante el análisis de estadísticas y pruebas; así como las mentes de los criminales mismos, con el fin de obtener la mayor cantidad de información posible.
Aguri Yamada (山田 アグリ Yamada Aguri?)
Voz por: Nao Tōyama (CD drama)
Es la hermana menor de Kōjirō. 

## Media

### Manga
Escrito e ilustrado por Nao Tsukiji, Adekan comenzó su serialización en la revista Wings de la editorial Shinshokan el 14 de julio de 2007 y hasta la fecha cuenta con trece volúmenes publicados. El manga fue licenciado para su publicación en Estados Unidos por JManga (ahora desaparecido), publicando los dos primeros volúmenes en forma digital en 2011. En China, ha sido licenciado por Tong Li Publishing, mientras que en Alemania lo fue por Egmont Manga.
En junio de 2016, fue lanzada una edición especial del manga compuesta por los doce volúmenes publicados hasta la fecha.

### CD dramas
Una serie de tres CD dramas fueron lanzados entre 2011 y 2013 por Shinshokan. Estos contaron con las voces de Jun Fukuyama como Shiro, Tomoaki Maeno como Kōjirō y Takahiro Sakurai como Anri. También contó con la participación de Takuya Satō, Kei Shindō, Nobuo Tobita y Saki Fujita.

### Musical
Una adaptación a musical estuvo vigente entre el 30 de marzo y 3 de abril de 2016 en el Theater Sun Mall en Shinjuku. Fue dirigido y escrito por You Hosaka y cuenta con las actuaciones de Keito Sakurai como Shiro, Takuma Suehara como Kōjirō, Shun Mikami como Anri y Ryō Horikoshi como Saotome.
En 2017, fue estrenado un segundo musical estuvo vigente entre el 13 y 17 de diciembre en el teatro Haiyuza. Un tercer musical, escrito y dirigido por You Hosaka, fue estrenado en el Theatre Sun Mall en Tokio entre el 20 y 29 de abril de 2019.